# Mana (keresztnév)
A név több nyelvterületen megtalálható, lehet a Manuéla női név rövidült alakváltozata, de lehet hawaii eredetű név is, amelynek jelentése "természetfeletti erő". 2020. április 29. napjától adható Magyarországon keresztnévként. A név viselői névnapjukat április 7.-én ünneplik. Az utónévjegyzékbe történő felvételét Kosaras-M. Bernadett és dr. Kosaras Tamás kezdeményezte.